# Atlantida (peșteră)
Atlantida (în ucraineană: Атланти́да) este o peșteră carstică din Ucraina, cel mai renumită pentru sa geologia neobișnuită, formațiunile rare și starea sa intactă. Este situată pe malul râului Zbruci în Raionul Camenița din Oblastul Hmelnîțkîi, aproape de satul Zavallia. Peștera are 2525 metri lungime și 18 metri adâncime, cu o suprafață de 4440 m². Aflată în subordinea Consiliului Turismului și Excursiilor din Oblastul Hmelnîțkîi, peștera face parte din Parcul Natural Național Podilski Tovtri.
Atlantida este singura peșteră cu structură orizontală pe trei niveluri din Ucraina. Această structură se bazează pe un sistem de galerii largi și înalte la nivelul inferior, formate de fluxuri puternice subterane. La același nivel în stratul de gips se află un labirint de pasaje descendente numite „beciuri” (deoarece multe dintre ele sunt blocate). Al doilea nivel se întinde cu aproximativ 9 m deasupra și constă din cavități îngustate la 1-1,5 metri. Nivelul superior, care conține două pasaje înalte de 5 m, este situat chiar în vârful patului de gips. Există, de asemenea, un număr de săli de până la 12 m înălțime la traversările galeriilor. Cele mai mari sunt numite Dinamo, sala cuceritorilor peșterilor și sala speleologilor din Kiev. Morfologia galeriilor și sălilor din peștera Atlantida nu este prea tare afectată de procesul de distrugere. Speleotemele din gips precum stalactite, stalagmite și picăturile de paie de diferite colorații creează o formă sculpturală spectaculoasă a tavanului și pereților peșterii. Marea varietate de cristale de la ace în miniatură până la unele de 1,5 m lungime face din această peșteră un muzeu mineralogic unic. Peștera este locuită de specii rare de lilieci.

## Istorie
În anii 1950, în Zavallia a fost amenajată o carieră pentru mineritul gipsului. Cu toate acestea, nu a funcționat mult timp din cauza numeroaselor găuri din stâncă, ceea ce a făcut ca această afacere să nu fie profitabilă. Găurile au atras atenția tinerilor speologi din Kiev sub îndrumarea lui Valeri Rogojnikov care a descoperit peștera Atlantida în 1969. Una dintre cele mai mari săli din peșteră le este dedicată, cea denumită „Sala speleologilor din Kiev”. Peștera a devenit un monument geologic natural de importanță națională din anul 1975.

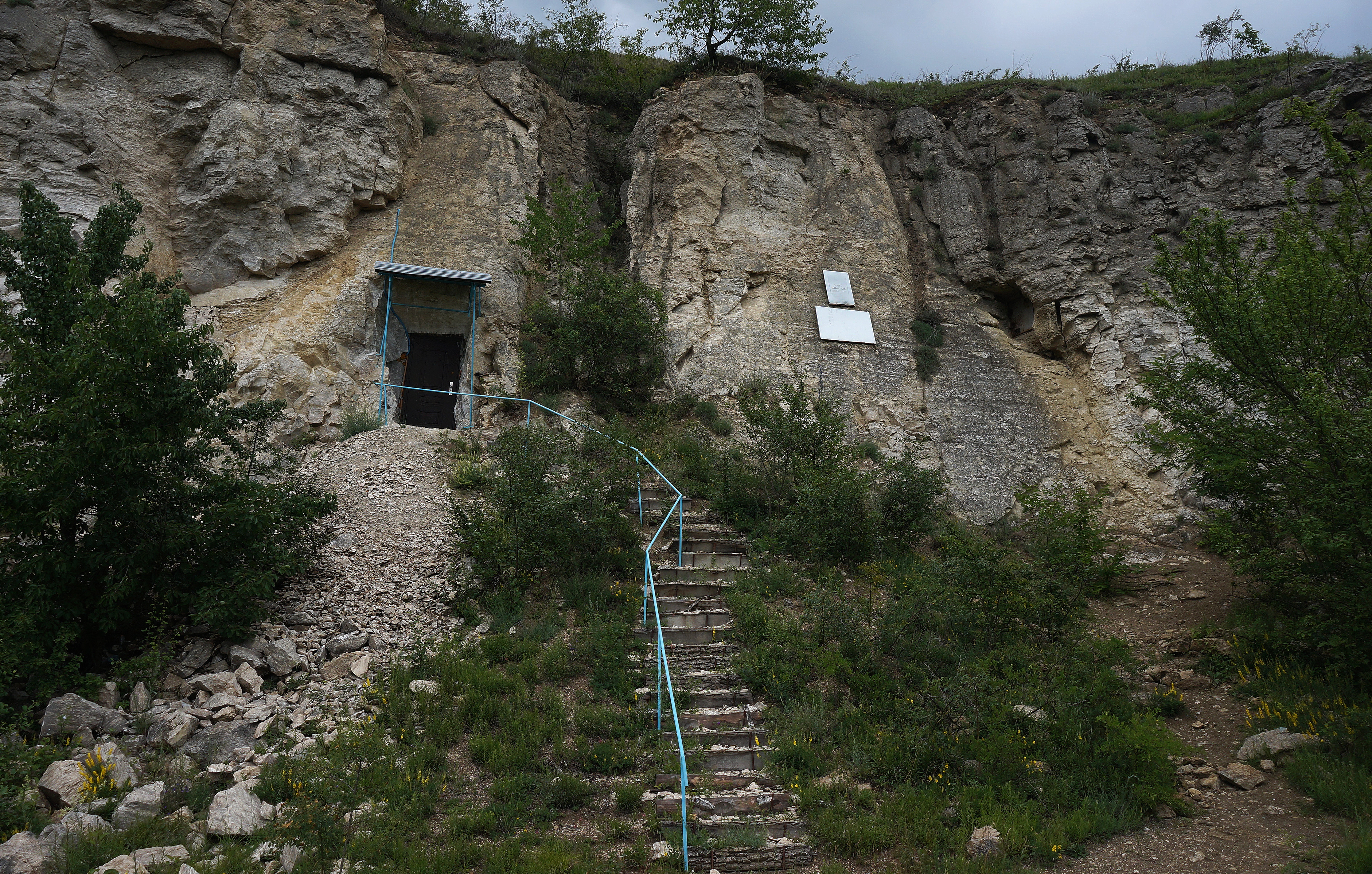
Peștera Atlantida, intrare

## Turism
În prezent sunt oferite excursii speologice în peștera Atlantida sub controlul Clubului Speologic Hmelnîțkîi "Atlantida" cu sediul în Zavallia. 